# 金蟾蜍
金扁蟾（学名：Incilius periglenes），又称环眼扁蟾，美洲蟾蜍的一种，曾大量存在于哥斯达黎加蒙特维多云雾森林（Monteverde Cloud Forest Reserve，现已为自然保护区）中一片狭小的热带雨林地带，其雄性个体全身呈金黄色，因此被称作金蟾蜍。金蟾蜍1966年由爬虫学者杰伊·萨维奇（Jay Savage）发现并正式命名，1989年以后，金蟾蜍再没有被發现。至2006年，金蟾蜍在世界自然保护联盟濒危物种红色名录中的保护状况为绝灭，由于全世界范围内两栖动物数量不断下减，金蟾蜍绝灭的实例也被许多相关学者研究，一般认为，造成金蟾蜍绝灭的主要原因为全球变暖和环境污染。

## 体型特征
成年雄金蟾蜍体长3.9厘米至4.8厘米，全身为金黄色，皮肤光泽明亮，与普通蟾蜍有很大不同。雌金蟾蜍个头略大，体长4.2厘米至5.6厘米，外形与雄金蟾蜍有很大不同，皮肤为黑底伴有深红色大型板块并镶有黄边。

## 生活习性
由于金蟾蜍由被人类发现至绝灭仅数十年时间，因此人们对金蟾蜍的研究有限。
金蟾蜍主要生活在地下，仅在交配季节现身到雨林中来，交配季节一般在干燥季节过后，降水量略有升高的4月份，持续数周的时间，此时，雄蟾蜍会大量聚集地面上的水洼中，等待雌蟾蜍的到来，雄蟾蜍会相互争斗以获得交配的机会，直到交配季节的结束，此后，雄蟾蜍会重新隐秘到地下，雌蟾蜍会将卵产在季节性的水洼中，每次产卵平均228只。两个月后卵会自动孵化成为蝌蚪。
1987年，美国生态学家和爬虫学家玛撒·克朗普（Martha Crump），曾幸运地观察到了金蟾蜍的交配场景。她在她的一本研究金蟾蜍的著作中，曾描述金蟾蜍的交配场景为，“我所曾见过的最不可思议场景之一”，“它们像散落在森林中的宝石一样”。1987年4月15日，克朗普又在她的野外日记中记录到，在一个普通厨房下水槽大小的水洼内发现了133只等待交配的金蟾蜍。5天后，她又发现先前的水洼已经变乾，“所有的卵都已经被风乾附在地面上”，克朗普将此规因为聖嬰现象的影响。金蟾蜍尝试在5月份重新进行交配，这次克朗普共发现了43500只卵，其中仅有29%能够幸免于乾燥的气候。

## 历史
1966年，杰伊·萨维奇首次发现金蟾蜍，17年后，1987年4月至7月间，成年金蟾蜍的被发现记录为1500只。但隔年后的1988年，仅有10只或11只被发现，其中一只是被克朗普发现。1989年5月15日，克朗普再一次观察到了同一只金蟾蜍，但此也成为迄今为止人类观察到金蟾蜍的最后记录。
金蟾蜍的发现，经常被作为哥斯达黎加生物多样性的有力论据而多方宣传。20世纪70年代，危地马拉中西部城镇奇奇卡斯特南戈（Chichicastenango）附近的山脉中，也曾被报道有金蟾蜍的存在，但正式的调查中并没有发现。此外在哥斯达黎加发现金蟾蜍的相同区域，另一种蟾蜍，霍德里奇蟾蜍（Bufo holdridgei）也常被误认为为金蟾蜍。

### 绝灭
1994年，一些研究者曾试图在当地重新找到金蟾蜍，因为与金蟾蜍亲缘相近的蟾蜍属种寿命可达12年，因此一些隐匿在地下的蟾蜍仍然有可能存活，但结果没有任何发现。2004年，金蟾蜍的发现者萨维奇做出了一个关于金蟾蜍的评估报告，此后世界自然保护联盟濒危物种红色名录将该物种定义为绝灭，其判定依据为，“最后一次观察发生在1989年，而且大范围的寻找也已经进行，但未有任何结果。”
关于金蟾蜍绝灭的原因，一些专业人士或相关机构给出了各种不同的解释，澳大利亚生物学家提姆·富兰纳瑞（Tim Flannery）认为，金蟾蜍为哥斯达黎加第一个因全球变暖而灭绝的物种；美国北俄亥俄州爬虫学者联合会爬虫学专家詹妮弗·内维尔（Jennifer Neville）指出，金蟾蜍的绝灭主要是由于厄尔尼诺引起的气候变化，此外过紫外线的增加、菌类物质、寄生虫以及低pH值环境也是可能存在的原因；世界自然保护联盟濒危物种红色名录中给出的解释为，可能是由于金蟾蜍的栖息地过于狭小，全球气候变暖，壶菌疾病感染和空气污染等多种原因的结果。